# Europees kampioenschap voetbal mannen onder 19 - 2013 (kwalificatie)
De kwalificatie voor het Europees kampioenschap voetbal voor mannen onder 19 jaar van 2013 werd gespeeld tussen 26 september 2012 en 11 juni 2013. Er zouden in totaal zeven landen kwalificeren voor het eindtoernooi dat in juli 2013 heeft plaatsgevonden in Litouwen. Spelers die geboren zijn na 1 januari 1994 mochten deelnemen. Litouwen hoefde geen kwalificatiewedstrijden te spelen, dit land was als gastland automatisch gekwalificeerd. In totaal deden er 51 landen van de UEFA mee.

## Gekwalificeerde landen
| # | Land      | Gekwalificeerd als          | Beste prestatie                                 |
| - | --------- | --------------------------- | ----------------------------------------------- |
| 1 | Litouwen  | Gastland                    | Debuut                                          |
| 2 | Frankrijk | Eliteronde: Winnaar groep 1 | Kampioen (2009)                                 |
| 3 | Servië    | Eliteronde: Winnaar groep 2 | Groepsfase (2008)                               |
| 4 | Portugal  | Eliteronde: Winnaar groep 3 | Tweede (2003)                                   |
| 5 | Spanje    | Eliteronde: Winnaar groep 4 | Kampioen (2002, 2004, 2006, 2007, 2011 en 2012) |
| 6 | Nederland | Eliteronde: Winnaar groep 5 | Groepsfase (2010)                               |
| 7 | Georgië   | Eliteronde: Winnaar groep 6 | Debuut                                          |
| 8 | Turkije   | Eliteronde: Winnaar groep 7 | Tweede (2004)                                   |

## Loting kwalificatieronde
Bij de loting voor de kwalificatieronde werden de 48 deelnemende landen verdeeld in twee potten. Daarbij werd rekening gehouden met de coëfficiëntenranking. Voor die ranking telden de resultaten van de 3 vorige toernooien mee (2009, 2010 en 2011). Om politieke redenen mochten Armenië en Azerbeidzjan en Georgië en Rusland niet tegen elkaar loten. Spanje, Turkije en Servië waren automatisch gekwalificeerd voor de eliteronde, omdat deze landen bovenaan de ranking stonden.
| Pot A | Pot B |
| --- | --- |
| - Engeland - Frankrijk - België - Portugal - Nederland - Ierland - Duitsland - Oekraïne - Griekenland - Tsjechië - Noorwegen - Rusland - Italië - Kroatië - Zwitserland - Schotland - Slowakije - Oostenrijk - Hongarije - Denemarken - Polen - Wales - Azerbeidzjan - Finland | - Noord-Ierland - Slovenië - Wit-Rusland - Roemenië - Letland - Bosnië en Herzegovina - Estland - Israël - IJsland - Montenegro - Moldavië - Noord-Macedonië - Georgië - Zweden - Bulgarije - Albanië - Kazachstan - Cyprus - Armenië - Faeröer - Malta - Luxemburg - San Marino - Andorra |

## Kwalificatieronde

### Groep 1
De wedstrijden werden gespeeld tussen 2 november en 7 november in Hongarije.
| Pos | Team       | Wed | W | G | V | Ptn | DV | DT | +/− | Kwalificatie              |   | AUT | BUL | HUN | AND |
| --- | ---------- | --- | - | - | - | --- | -- | -- | --- | ------------------------- | - | --- | --- | --- | --- |
| 1   | Oostenrijk | 3   | 3 | 0 | 0 | 9   | 13 | 2  | +11 | Geplaatst voor eliteronde |   | —   | 2–1 | 2–1 | 9–0 |
| 2   | Bulgarije  | 3   | 1 | 1 | 1 | 4   | 9  | 3  | +6  | Geplaatst voor eliteronde |   | —   | —   | 1–1 | 7–0 |
| 3   | Hongarije  | 3   | 1 | 1 | 1 | 4   | 5  | 3  | +2  |                           |   | —   | —   | —   | 3–0 |
| 4   | Andorra    | 3   | 0 | 0 | 3 | 0   | 0  | 19 | −19 |                           | — | —   | —   | —   |     |

### Groep 2
De wedstrijden werden gespeeld tussen 21 november en 26 november in Cyprus.
| Pos | Team       | Wed | W | G | V | Ptn | DV | DT | +/− | Kwalificatie              |   | DEN | CYP | FIN | MNE |
| --- | ---------- | --- | - | - | - | --- | -- | -- | --- | ------------------------- | - | --- | --- | --- | --- |
| 1   | Denemarken | 3   | 3 | 0 | 0 | 9   | 9  | 3  | +6  | Geplaatst voor eliteronde |   | —   | 3–1 | 3–0 | 3–2 |
| 2   | Cyprus     | 3   | 1 | 1 | 1 | 4   | 3  | 4  | −1  | Geplaatst voor eliteronde |   | —   | —   | 1–0 | 1–1 |
| 3   | Finland    | 3   | 1 | 0 | 2 | 3   | 2  | 4  | −2  |                           |   | —   | —   | —   | 2–0 |
| 4   | Montenegro | 3   | 0 | 1 | 2 | 1   | 3  | 6  | −3  |                           | — | —   | —   | —   |     |

### Groep 3
De wedstrijden werden gespeeld tussen 9 oktober en 14 oktober in Polen.
| Pos | Team       | Wed | W | G | V | Ptn | DV | DT | +/− | Kwalificatie              |   | NED | POL | MLT | SMR |
| --- | ---------- | --- | - | - | - | --- | -- | -- | --- | ------------------------- | - | --- | --- | --- | --- |
| 1   | Nederland  | 3   | 3 | 0 | 0 | 9   | 12 | 1  | +11 | Geplaatst voor eliteronde |   | —   | 3–1 | 5–0 | 4–0 |
| 2   | Polen      | 3   | 2 | 0 | 1 | 6   | 8  | 3  | +5  | Geplaatst voor eliteronde |   | —   | —   | 5–0 | 2–0 |
| 3   | Malta      | 3   | 1 | 0 | 2 | 3   | 4  | 10 | −6  |                           |   | —   | —   | —   | 4–0 |
| 4   | San Marino | 3   | 0 | 0 | 3 | 0   | 0  | 10 | −10 |                           | — | —   | —   | —   |     |

### Groep 4
De wedstrijden werden gespeeld tussen 10 oktober en 15 oktober in Noord-Ierland.
| Pos | Team          | Wed | W | G | V | Ptn | DV | DT | +/− | Kwalificatie              |   | CZE | GRE | NIR | MDA |
| --- | ------------- | --- | - | - | - | --- | -- | -- | --- | ------------------------- | - | --- | --- | --- | --- |
| 1   | Tsjechië      | 3   | 2 | 1 | 0 | 7   | 5  | 2  | +3  | Geplaatst voor eliteronde |   | —   | 2–1 | 1–1 | 2–0 |
| 2   | Griekenland   | 3   | 1 | 1 | 1 | 4   | 3  | 2  | +1  | Geplaatst voor eliteronde |   | —   | —   | 2–0 | 0–0 |
| 3   | Noord-Ierland | 3   | 1 | 1 | 1 | 4   | 9  | 4  | +5  |                           |   | —   | —   | —   | 8–1 |
| 4   | Moldavië      | 3   | 0 | 1 | 2 | 1   | 1  | 10 | −9  |                           | — | —   | —   | —   |     |

### Groep 5
De wedstrijden werden gespeeld tussen 11 oktober en 16 oktober in Luxemburg.
| Pos | Team            | Wed | W | G | V | Ptn | DV | DT | +/− | Kwalificatie              |   | GER | IRL | MKD | LUX |
| --- | --------------- | --- | - | - | - | --- | -- | -- | --- | ------------------------- | - | --- | --- | --- | --- |
| 1   | Duitsland       | 3   | 2 | 1 | 0 | 7   | 12 | 2  | +10 | Geplaatst voor eliteronde |   | —   | 2–2 | 5–0 | 5–0 |
| 2   | Ierland         | 3   | 2 | 1 | 0 | 7   | 8  | 4  | +4  | Geplaatst voor eliteronde |   | —   | —   | 1–0 | 5–2 |
| 3   | Noord-Macedonië | 3   | 1 | 0 | 2 | 3   | 1  | 6  | −5  |                           |   | —   | —   | —   | 1–0 |
| 4   | Luxemburg       | 3   | 0 | 0 | 3 | 0   | 2  | 11 | −9  |                           | — | —   | —   | —   |     |

### Groep 6
De wedstrijden werden gespeeld tussen 11 oktober en 16 oktober in Portugal.
| Pos | Team      | Wed | W | G | V | Ptn | DV | DT | +/− | Kwalificatie              |   | FRA | POR | ISR | LAT |
| --- | --------- | --- | - | - | - | --- | -- | -- | --- | ------------------------- | - | --- | --- | --- | --- |
| 1   | Frankrijk | 3   | 2 | 1 | 0 | 7   | 10 | 3  | +7  | Geplaatst voor eliteronde |   | —   | 2–2 | 2–1 | 6–0 |
| 2   | Portugal  | 3   | 2 | 1 | 0 | 7   | 9  | 2  | +7  | Geplaatst voor eliteronde |   | —   | —   | 5–0 | 2–0 |
| 3   | Israël    | 3   | 1 | 0 | 2 | 3   | 6  | 10 | −4  |                           |   | —   | —   | —   | 5–3 |
| 4   | Letland   | 3   | 0 | 0 | 3 | 0   | 3  | 13 | −10 |                           | — | —   | —   | —   |     |

### Groep 7
De wedstrijden werden gespeeld tussen 12 oktober en 17 oktober in Albanië.
| Pos | Team        | Wed | W | G | V | Ptn | DV | DT | +/− | Kwalificatie              |   | BEL | ITA | BLR | ALB |
| --- | ----------- | --- | - | - | - | --- | -- | -- | --- | ------------------------- | - | --- | --- | --- | --- |
| 1   | België      | 3   | 2 | 0 | 1 | 6   | 4  | 4  | 0   | Geplaatst voor eliteronde |   | —   | 2–1 | 1–0 | 1–3 |
| 2   | Italië      | 3   | 1 | 1 | 1 | 4   | 5  | 3  | +2  | Geplaatst voor eliteronde |   | —   | —   | 1–1 | 3–0 |
| 3   | Wit-Rusland | 3   | 1 | 1 | 1 | 4   | 3  | 2  | +1  |                           |   | —   | —   | —   | 2–0 |
| 4   | Albanië     | 3   | 1 | 0 | 2 | 3   | 3  | 6  | −3  |                           | — | —   | —   | —   |     |

### Groep 8
De wedstrijden werden gespeeld tussen 11 oktober en 16 oktober in Bosnië en Herzegovina.
| Pos | Team                  | Wed | W | G | V | Ptn | DV | DT | +/− | Kwalificatie              |   | BIH | NOR | SVK | KAZ |
| --- | --------------------- | --- | - | - | - | --- | -- | -- | --- | ------------------------- | - | --- | --- | --- | --- |
| 1   | Bosnië en Herzegovina | 3   | 2 | 0 | 1 | 6   | 9  | 5  | +4  | Geplaatst voor eliteronde |   | —   | 1–3 | 4–0 | 4–2 |
| 2   | Noorwegen             | 3   | 2 | 0 | 1 | 6   | 10 | 5  | +5  | Geplaatst voor eliteronde |   | —   | —   | 1–2 | 6–2 |
| 3   | Slowakije             | 3   | 2 | 0 | 1 | 6   | 7  | 5  | +2  |                           |   | —   | —   | —   | 5–0 |
| 4   | Kazachstan            | 3   | 0 | 0 | 3 | 0   | 4  | 15 | −11 |                           | — | —   | —   | —   |     |

### Groep 9
De wedstrijden werden gespeeld tussen 9 oktober en 14 oktober in Schotland.
| Pos | Team        | Wed | W | G | V | Ptn | DV | DT | +/− | Kwalificatie              |   | SCO | SUI | ROM | ARM |
| --- | ----------- | --- | - | - | - | --- | -- | -- | --- | ------------------------- | - | --- | --- | --- | --- |
| 1   | Schotland   | 3   | 3 | 0 | 0 | 9   | 9  | 3  | +6  | Geplaatst voor eliteronde |   | —   | 4–3 | 1–0 | 4–0 |
| 2   | Zwitserland | 3   | 1 | 1 | 1 | 4   | 8  | 5  | +3  | Geplaatst voor eliteronde |   | —   | —   | 1–1 | 4–0 |
| 3   | Roemenië    | 3   | 1 | 1 | 1 | 4   | 2  | 2  | 0   |                           |   | —   | —   | —   | 1–0 |
| 4   | Armenië     | 3   | 0 | 0 | 3 | 0   | 0  | 9  | −9  |                           | — | —   | —   | —   |     |

### Groep 10
De wedstrijden werden gespeeld tussen 10 oktober en 15 oktober in Slovenië.
| Pos | Team     | Wed | W | G | V | Ptn | DV | DT | +/− | Kwalificatie              |   | RUS | SWE | WAL | SLO |
| --- | -------- | --- | - | - | - | --- | -- | -- | --- | ------------------------- | - | --- | --- | --- | --- |
| 1   | Rusland  | 3   | 2 | 1 | 0 | 7   | 5  | 2  | +3  | Geplaatst voor eliteronde |   | —   | 3–1 | 2–1 | 0–0 |
| 2   | Zweden   | 3   | 1 | 1 | 1 | 4   | 5  | 5  | 0   | Geplaatst voor eliteronde |   | —   | —   | 3–1 | 1–1 |
| 3   | Wales    | 3   | 1 | 0 | 2 | 3   | 4  | 6  | −2  |                           |   | —   | —   | —   | 2–1 |
| 4   | Slovenië | 3   | 0 | 2 | 1 | 2   | 2  | 3  | −1  |                           | — | —   | —   | —   |     |

### Groep 11
De wedstrijden werden gespeeld tussen 26 oktober en 31 oktober in Kroatië.
| Pos | Team         | Wed | W | G | V | Ptn | DV | DT | +/− | Kwalificatie              |   | CRO | GEO | ISL | AZE |
| --- | ------------ | --- | - | - | - | --- | -- | -- | --- | ------------------------- | - | --- | --- | --- | --- |
| 1   | Kroatië      | 3   | 2 | 1 | 0 | 7   | 11 | 3  | +8  | Geplaatst voor eliteronde |   | —   | 2–0 | 2–2 | 7–1 |
| 2   | Georgië      | 3   | 1 | 1 | 1 | 4   | 3  | 3  | 0   | Geplaatst voor eliteronde |   | —   | —   | 2–0 | 1–1 |
| 3   | IJsland      | 3   | 1 | 1 | 1 | 4   | 4  | 5  | −1  |                           |   | —   | —   | —   | 2–1 |
| 4   | Azerbeidzjan | 3   | 0 | 1 | 2 | 1   | 3  | 10 | −7  |                           | — | —   | —   | —   |     |

### Groep 12
De wedstrijden werden gespeeld tussen 26 september en 1 oktober in Estland.
| Pos | Team     | Wed | W | G | V | Ptn | DV | DT | +/− | Kwalificatie              |   | ENG | UKR | EST | FAR |
| --- | -------- | --- | - | - | - | --- | -- | -- | --- | ------------------------- | - | --- | --- | --- | --- |
| 1   | Engeland | 3   | 2 | 1 | 0 | 7   | 10 | 1  | +9  | Geplaatst voor eliteronde |   | —   | 1–1 | 3–0 | 6–0 |
| 2   | Oekraïne | 3   | 2 | 1 | 0 | 7   | 9  | 1  | +8  | Geplaatst voor eliteronde |   | —   | —   | 2–0 | 6–0 |
| 3   | Estland  | 3   | 1 | 0 | 2 | 3   | 2  | 6  | −4  |                           |   | —   | —   | —   | 2–1 |
| 4   | Faeröer  | 3   | 0 | 0 | 3 | 0   | 1  | 14 | −13 |                           | — | —   | —   | —   |     |

### Rangschikking derde plekken
Een van de landen die derde eindigden in de kwalificatieronde mocht deelnemen aan de eliteronde. Daarbij werd een rangschikking gemaakt om te bepalen om welk land dit ging. Als eerste werd gekeken naar het totaal aantal punten dat het land had verdiend in de kwalificatieronde. De resultaten tegen het land dat als vierde eindigde in de poule telde hierbij niet mee.
| Grp | Team            | Wed | W | G | V | Ptn | DV | DT | +/− | Kwalificatie              |
| --- | --------------- | --- | - | - | - | --- | -- | -- | --- | ------------------------- |
| 8   | Slowakije       | 2   | 1 | 0 | 1 | 3   | 2  | 5  | −3  | Geplaatst voor eliteronde |
| 1   | Hongarije       | 2   | 0 | 1 | 1 | 1   | 2  | 3  | −1  |                           |
| 9   | Roemenië        | 2   | 0 | 1 | 1 | 1   | 1  | 2  | −1  |                           |
| 7   | Wit-Rusland     | 2   | 0 | 1 | 1 | 1   | 1  | 2  | −1  |                           |
| 11  | IJsland         | 2   | 0 | 1 | 1 | 1   | 2  | 4  | −2  |                           |
| 4   | Noord-Ierland   | 2   | 0 | 1 | 1 | 1   | 1  | 3  | −2  |                           |
| 10  | Wales           | 2   | 0 | 0 | 2 | 0   | 2  | 5  | −3  |                           |
| 2   | Finland         | 2   | 0 | 0 | 2 | 0   | 0  | 4  | −4  |                           |
| 12  | Estland         | 2   | 0 | 0 | 2 | 0   | 0  | 5  | −5  |                           |
| 6   | Israël          | 2   | 0 | 0 | 2 | 0   | 1  | 7  | −6  |                           |
| 5   | Noord-Macedonië | 2   | 0 | 0 | 2 | 0   | 0  | 6  | −6  |                           |
| 3   | Malta           | 2   | 0 | 0 | 2 | 0   | 0  | 10 | −10 |                           |

## Loting eliteronde
De loting voor de eliteronde werd gehouden op 5 december 2012 in het UEFA-hoofdkantoor in Nyon, Zwitserland. Bij de loting werden 28 deelnemende landen verdeeld in vier potten. Bij de verdeling werd rekening gehouden met de resultaten in de kwalificatieronde. De landen werden verdeeld over zeven poules.
| Pot A                                                           | Pot B                                                          | Pot C                                                                   | Pot D                                                          |
| --------------------------------------------------------------- | -------------------------------------------------------------- | ----------------------------------------------------------------------- | -------------------------------------------------------------- |
| Spanje Servië Turkije Oostenrijk Nederland Denemarken Schotland | Duitsland Engeland Kroatië Oekraïne Frankrijk Portugal Ierland | Tsjechië Rusland Polen Noorwegen Bosnië en Herzegovina Slowakije België | Zwitserland Bulgarije Italië Griekenland Zweden Georgië Cyprus |

## Eliteronde

### Groep 1
De wedstrijden werden gespeeld tussen 5 juni en 10 juni in Oostenrijk.
| Pos | Team                  | Wed | W | G | V | Ptn | DV | DT | +/− | Kwalificatie                     |   | FRA | AUT | SWE | BIH |
| --- | --------------------- | --- | - | - | - | --- | -- | -- | --- | -------------------------------- | - | --- | --- | --- | --- |
| 1   | Frankrijk             | 3   | 3 | 0 | 0 | 9   | 5  | 0  | +5  | Geplaatst voor het hoofdtoernooi |   | —   | 1–0 | 3–0 | 1–0 |
| 2   | Oostenrijk            | 3   | 2 | 0 | 1 | 6   | 9  | 1  | +8  |                                  |   | —   | —   | 3–0 | 6–0 |
| 3   | Zweden                | 3   | 1 | 0 | 2 | 3   | 3  | 8  | −5  |                                  | — | —   | —   | 3–2 |     |
| 4   | Bosnië en Herzegovina | 3   | 0 | 0 | 3 | 0   | 2  | 10 | −8  |                                  | — | —   | —   | —   |     |

### Groep 2
De wedstrijden werden gespeeld tussen 6 juni en 11 juni in Servië.
| Pos | Team        | Wed | W | G | V | Ptn | DV | DT | +/− | Kwalificatie                     |   | SRB | SUI | SVK | IRL |
| --- | ----------- | --- | - | - | - | --- | -- | -- | --- | -------------------------------- | - | --- | --- | --- | --- |
| 1   | Servië      | 3   | 1 | 1 | 1 | 4   | 4  | 1  | +3  | Geplaatst voor het hoofdtoernooi |   | —   | 0–1 | 4–0 | 0–0 |
| 2   | Zwitserland | 3   | 1 | 1 | 1 | 4   | 3  | 4  | −1  |                                  |   | —   | —   | 0–2 | 2–2 |
| 3   | Slowakije   | 3   | 1 | 1 | 1 | 4   | 4  | 6  | −2  |                                  | — | —   | —   | 2–2 |     |
| 4   | Ierland     | 3   | 0 | 3 | 0 | 3   | 4  | 4  | 0   |                                  | — | —   | —   | —   |     |

### Groep 3
De wedstrijden werden gespeeld tussen 4 juni en 9 juni in Portugal.
| Pos | Team       | Wed | W | G | V | Ptn | DV | DT | +/− | Kwalificatie                     |   | POR | DEN | CZE | BUL |
| --- | ---------- | --- | - | - | - | --- | -- | -- | --- | -------------------------------- | - | --- | --- | --- | --- |
| 1   | Portugal   | 3   | 3 | 0 | 0 | 9   | 12 | 1  | +11 | Geplaatst voor het hoofdtoernooi |   | —   | 1–0 | 4–1 | 7–0 |
| 2   | Denemarken | 3   | 2 | 0 | 1 | 6   | 10 | 1  | +9  |                                  |   | —   | —   | 5–0 | 5–0 |
| 3   | Tsjechië   | 3   | 1 | 0 | 2 | 3   | 3  | 10 | −7  |                                  | — | —   | —   | 2–1 |     |
| 4   | Bulgarije  | 3   | 0 | 0 | 3 | 0   | 1  | 14 | −13 |                                  | — | —   | —   | —   |     |

### Groep 4
De wedstrijden werden gespeeld tussen 5 juni en 10 juni in Polen.
| Pos | Team        | Wed | W | G | V | Ptn | DV | DT | +/− | Kwalificatie                     |   | ESP | CRO | GRE | POL |
| --- | ----------- | --- | - | - | - | --- | -- | -- | --- | -------------------------------- | - | --- | --- | --- | --- |
| 1   | Spanje      | 3   | 2 | 1 | 0 | 7   | 4  | 1  | +3  | Geplaatst voor het hoofdtoernooi |   | —   | 1–1 | 2–0 | 1–0 |
| 2   | Kroatië     | 3   | 1 | 2 | 0 | 5   | 4  | 2  | +2  |                                  |   | —   | —   | 1–1 | 2–0 |
| 3   | Griekenland | 3   | 0 | 2 | 1 | 2   | 2  | 4  | −2  |                                  | — | —   | —   | 1–1 |     |
| 4   | Polen       | 3   | 0 | 1 | 2 | 1   | 1  | 4  | −3  |                                  | — | —   | —   | —   |     |

### Groep 5
De wedstrijden werden gespeeld tussen 5 juni en 10 juni in Noorwegen.
| Pos | Team      | Wed | W | G | V | Ptn | DV | DT | +/− | Kwalificatie                     |   | NED | NOR | GER | CYP |
| --- | --------- | --- | - | - | - | --- | -- | -- | --- | -------------------------------- | - | --- | --- | --- | --- |
| 1   | Nederland | 3   | 2 | 0 | 1 | 6   | 3  | 2  | +1  | Geplaatst voor het hoofdtoernooi |   | —   | 2–1 | 1–0 | 0–1 |
| 2   | Noorwegen | 3   | 2 | 0 | 1 | 6   | 7  | 3  | +4  |                                  |   | —   | —   | 3–1 | 3–0 |
| 3   | Duitsland | 3   | 1 | 0 | 2 | 3   | 4  | 5  | −1  |                                  | — | —   | —   | 3–1 |     |
| 4   | Cyprus    | 3   | 1 | 0 | 2 | 3   | 2  | 6  | −4  |                                  | — | —   | —   | —   |     |

### Groep 6
De wedstrijden werden gespeeld tussen 24 mei en 29 mei in België.
| Pos | Team      | Wed | W | G | V | Ptn | DV | DT | +/− | Kwalificatie                     |   | GEO | ENG | BEL | SCO |
| --- | --------- | --- | - | - | - | --- | -- | -- | --- | -------------------------------- | - | --- | --- | --- | --- |
| 1   | Georgië   | 3   | 2 | 1 | 0 | 7   | 6  | 2  | +4  | Geplaatst voor het hoofdtoernooi |   | —   | 1–1 | 2–0 | 3–1 |
| 2   | Engeland  | 3   | 1 | 2 | 0 | 5   | 5  | 2  | +3  |                                  |   | —   | —   | 1–1 | 3–0 |
| 3   | België    | 3   | 0 | 2 | 1 | 2   | 3  | 5  | −2  |                                  | — | —   | —   | 2–2 |     |
| 4   | Schotland | 3   | 0 | 1 | 2 | 1   | 3  | 8  | −5  |                                  | — | —   | —   | —   |     |

### Groep 7
De wedstrijden werden gespeeld tussen 24 mei en 27 mei in Rusland.
| Pos | Team     | Wed | W | G | V | Ptn | DV | DT | +/− | Kwalificatie                     |   | TUR | ITA | UKR | RUS |
| --- | -------- | --- | - | - | - | --- | -- | -- | --- | -------------------------------- | - | --- | --- | --- | --- |
| 1   | Turkije  | 3   | 3 | 0 | 0 | 9   | 9  | 2  | +7  | Geplaatst voor het hoofdtoernooi |   | —   | 5–1 | 2–0 | 2–1 |
| 2   | Italië   | 3   | 1 | 1 | 1 | 4   | 5  | 8  | −3  |                                  |   | —   | —   | 1–0 | 3–3 |
| 3   | Oekraïne | 3   | 1 | 0 | 2 | 3   | 2  | 4  | −2  |                                  | — | —   | —   | 2–1 |     |
| 4   | Rusland  | 3   | 0 | 1 | 2 | 1   | 5  | 7  | −2  |                                  | — | —   | —   | —   |     |